# Уиттл, Фрэнк
Сэр Фрэнк Уиттл (англ. Sir Frank Whittle; 1 июня 1907, Ковентри (графство Уорикшир) — 9 августа 1996, Колумбия, Хауард, Мэриленд) — английский инженер-конструктор. Отец турбореактивного авиационного двигателя.

## Биография
Окончил Лимингтонский колледж. В 1926 году поступил в училище Королевских ВВС Великобритании в Крануэлле.
В 1928—1932 годах лётчик-испытатель истребительной авиации, флайт-лейтенант (капитан).
16 января 1930 года Фрэнк Уиттл зарегистрировал первый в мире патент Великобритании № 347206 на работоспособный газотурбинный (турбореактивный) двигатель.

Группа разработчиков и изготовителей газотурбинного двигателя Уиттла W.1. компании BTH. 1941

В 1936 году Уиттл с компаньонами создал фирму «Пауэр джетс» (Power Jets Ltd.), на которой и были разработаны первые английские турбореактивные двигатели.
Первый английский реактивный самолёт Gloster E.28/39 с двигателем Уиттла JETS W.1 (Whittle № 1) (Уиттл № 1) поднялся в небо 15 мая 1941 года, почти на два года позже первого немецкого реактивного самолёта Пабста фон Охайна.
В 1944 году Уинстон Черчилль распорядился национализировать «Пауэр джетс». Конструкторская документация фирмы «Пауэр джетс» была передана фирмам «Роллс-Ройс», «Де Хэвилленд» и «Ровер». «Пауэр джетс» Уиттла преобразовали в Национальный газотурбинный исследовательский центр. Уиттл считал эти преобразования несправедливыми (хотя, видимо, это была вынужденная мера, так как небольшая фирма Уиттла уже не могла справиться со всеми проблемами нового, уже показавшего перспективы реактивного двигателестроения, требовавшими подключения к работам крупных двигателестроителей).
В 1946 году награждён медалью Дэниела Гуггенхайма.
В 1948 году Уиттл посвящён в рыцарское достоинство (сэр) королём Георгом VI.
Несмотря на попытки британского правительства смягчить недовольство Уиттла присвоением ему различных званий и наград, в 1976 году Уиттл эмигрировал в США, где и получил полное признание своих заслуг перед мировой авиацией.
С 1977 года — профессор Военно-морской академии США в Аннаполисе.
Автор книги: «Реактивное движение: история первопроходца» (Jet: The Story of a Pioneer, 1953).
По мнению современников, основа успеха машины (двигателя) Уиттла определялась разработкой специальных материалов, способных выдерживать высокие температуры газа на входе в турбину, и большие центробежные усилия.
После Второй мировой войны СССР приобрёл в Великобритании усовершенствованные фирмой «Роллс-Ройс» двигатели Уиттла средней мощности Derwent и высокой мощности Nene (читается «Нин»). Двигатели «Дервент» изготовляли в СССР на заводе № 500, а двигатели «Нин» — на заводе № 45. Двигатели соответственно получили советские названия РД-500 и РД-45. Двигатель «Нин» под названием ВК-1 (по имени конструктора, курировавшего английский мотор, В. Я. Климова) стал наиболее массовым советским турбореактивным двигателем (около 20 000 экземпляров); устанавливался на истребителях МИГ-15 и МИГ-17.

## Память

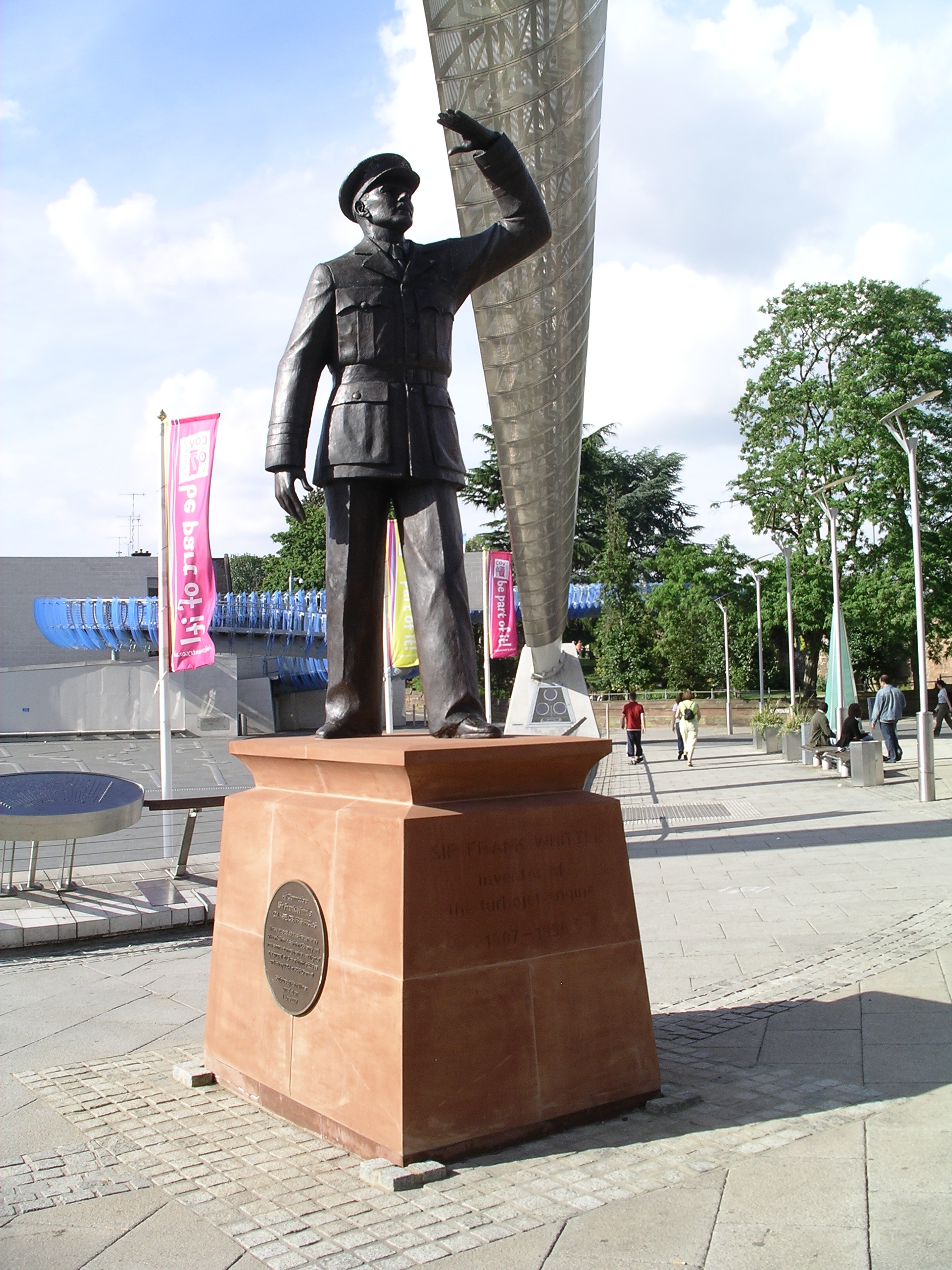
Памятник конструктору Фрэнку Уиттлу в Ковентри

- В г. Ковентри установлен памятник Ф. Уиттлу работы скульптора Ирены Седлецкой.

## Награды
| Страна         | Дата вручения                | Награда                                            | Награда                                            | Литеры |
| -------------- | ---------------------------- | -------------------------------------------------- | -------------------------------------------------- | ------ |
| Великобритания | 1947 —                       | Компаньон ордена Бани                              | Компаньон ордена Бани                              | CB     |
| Великобритания | 4 июня 1948 —                | Командор                                           | ордена Британской империи                          | KBE    |
| Великобритания | 31 января 1943 — 4 июня 1948 | Компаньон                                          | ордена Британской империи                          | CBE    |
| Великобритания | 11 февраля 1986 —            | Кавалер ордена Заслуг                              | Кавалер ордена Заслуг                              | OM     |
| США            | —                            | Кавалер ордена «Легион Почёта» класса Командующего | Кавалер ордена «Легион Почёта» класса Командующего |        |

Награды научных обществ:
- Медаль Дэниела Гуггенхайма (1946)
- Медаль Румфорда (1950)
- Золотая авиационная медаль ФАИ (1950)
- Медаль Альберта (Королевское общество искусств) (1952)
- Медаль Франклина (1956)
- Медаль Джона Скотта (1957)
- Медаль принца Филиппа (1991)
- Премия Чарльза Старка Дрейпера (1991)